# روان‌شناسی فیزیولوژیک (کتاب)
روان‌شناسی فیزیولوژیک کتابی از محمدکریم خداپناهی است که در سال ۱۳۸۰ منتشر و در مراسم کتاب سال جمهوری اسلامی ایران به‌عنوان کتاب برگزیده معرفی شد.